# William A. Palmer

William A. Palmer

William Adams Palmer (* 12. September 1781 in Hebron, Connecticut; † 3. Dezember 1860 in Danville, Vermont) war ein US-amerikanischer Jurist und Politiker und von 1831 bis 1835 Gouverneur von Vermont. Zwischen 1818 und 1825 vertrat er diesen Bundesstaat im US-Senat.

## Frühe Jahre
William Palmer besuchte die öffentlichen Schulen seiner Heimat und zog im Jahr 1802 nach Chelsea in Vermont. Nach einem anschließenden Jurastudium arbeitete er in verschiedenen Städten Vermonts als Rechtsanwalt. Zwischen 1807 und 1818 hatte er mehrere Richterstellen inne, unter anderem auch am Vermont Supreme Court.

## Politischer Aufstieg und US-Senator
Palmer war damals Mitglied der Demokratisch-Republikanischen Partei. Zwischen 1811 und 1812 war er Abgeordneter im Repräsentantenhaus von Vermont. Nach dem Rücktritt von US-Senator James Fisk wurde er zu dessen Nachfolger als Class-3-Senator in den US-Kongress entsandt. Nachdem er anschließend für eine volle Legislaturperiode gewählt worden war, konnte er zwischen dem 20. Oktober 1818 und dem 3. März 1825 seinen Staat in Washington vertreten. 1824 trat er nicht zur Wiederwahl an. Nach seiner Rückkehr nach Vermont wurde er auch in der Landwirtschaft tätig.
Politisch kehrte er zwischen 1825 und 1826 und nochmals im Jahr 1829 in das Repräsentantenhaus seines Staates zurück. Nach der Auflösung seiner Partei schloss er sich der National Republican Party an. Als Gegner der Freimaurerei wurde er dann Mitglied einer neuen Partei, die sich Anti-Masonic Party nannte. Palmer war auch Delegierter bei drei Versammlungen zur Überarbeitung der Staatsverfassung von Vermont, die in den Jahren 1828, 1836 und 1850 stattfanden.

## Gouverneur von Vermont
Im Jahr 1831 wurde Palmer als Kandidat der Anti-Freimaurer-Bewegung zum neuen Gouverneur seines Staates gewählt. Die Wahl war knapp und wurde von der Legislative zu seinen Gunsten entschieden. In den folgenden Jahren wurde er jeweils mit Hilfe der Legislative wiedergewählt. Nur bei den Wahlen des Jahres 1833 erreichte er eine absolute Mehrheit. Insgesamt war er zwischen dem 18. Oktober 1831 und dem 2. November 1835 im Amt. In dieser Zeit wurde ein Gesetz abgeschafft, nach dem Frauen wegen Schulden mit Gefängnisstrafen belegt werden konnten. Gouverneur Palmer förderte den Handel, die Industrie und die Landwirtschaft seines Staates und setzte sich für eine verbesserte Bildungspolitik ein: Damals entstanden in Vermont 14 neue Schulen. Auf dem Banksektor wurden sieben neue Geldinstitute in seinem Staat zugelassen. Zur Verbesserung der Infrastruktur wurde der Aufbau eines Eisenbahnnetzes in Angriff genommen.
Die Wahlen des Jahres 1835 waren wieder sehr knapp. Doch dieses Mal entschied sich die Legislative nicht mehr für Palmer. Da man sich dort nicht auf einen Kandidaten einigen konnte, wurde Vizegouverneur Silas H. Jennison zum amtierenden Gouverneur ernannt.

## Weiterer Lebenslauf
Auch nach dem Ende seiner Gouverneurszeit blieb Palmer politisch aktiv. Zwischen 1836 und 1837 war er Mitglied des Senats von Vermont. 1850 war er nochmals auf einer Konferenz zur Revision der Staatsverfassung. Danach zog er sich in den Ruhestand zurück. William Palmer starb im Dezember 1860. Mit seiner Frau Sarah Blanchard hatte er sieben Kinder.